# Elezione del Presidente del Senato del 2018
L'elezione del presidente del Senato della Repubblica del 2018 per la XVIII legislatura in Italia si è svolta dal 23 al 24 marzo.
Il presidente uscente è Pietro Grasso, mentre il presidente provvisorio è il senatore a vita Giorgio Napolitano.
La nuova presidente del Senato, eletta al III scrutinio, è Maria Elisabetta Alberti Casellati appartenente a Forza Italia. È la prima donna a ricoprire la carica di presidente del Senato della Repubblica.
Al momento dell'elezione del presidente del Senato, i componenti l'assemblea sono in tutto 320, di cui 314 eletti e 6 a vita.

## Elezione
L'esito delle elezioni politiche del 4 marzo 2018 aveva sancito la medesima situazione alla Camera dei deputati e al Senato della Repubblica: in entrambi i rami del Parlamento, la coalizione con più seggi risultava essere quella di centro-destra (Lega, Forza Italia, Fratelli d'Italia, Noi con l'Italia - UDC), mentre il singolo partito con più scranni era il Movimento 5 Stelle. I contatti tra i pentastellati e il centro-destra erano orientati, sin dall'inizio, per attribuire lo scranno più alto di Montecitorio a un esponente del M5S e quello di Palazzo Madama a un senatore della coalizione di centro-destra. Tuttavia, la candidatura del forzista Paolo Romani allo scranno più alto del Senato, voluta fortemente da Silvio Berlusconi e da Forza Italia, incontrò lo stop del Movimento 5 Stelle, ritenendo Romani "invotabile" perché già condannato per peculato.
L'intesa tra centro-destra e M5S, così, saltò, portando tutti i partiti, nel I scrutinio del 23 marzo tanto alla Camera quanto al Senato, a votare scheda bianca. Lo stesso accadde di nuovo alla Camera nel II e nel III scrutinio, svoltisi nella medesima giornata. Tuttavia al Senato, per cercare di recuperare l'intesa con i pentastellati e superare l'impasse, al II scrutinio della giornata la Lega annunciò di votare, a sorpresa, la senatrice di Forza Italia Anna Maria Bernini, raccogliendo però l'ira di Berlusconi che dichiarò che "i voti al Senato ad Anna Maria Bernini strumentalmente utilizzata sono da considerarsi un atto di ostilità a freddo della Lega che da un lato rompe l'unità della coalizione di centrodestra e dall'altro smaschera il progetto per un governo Lega-M5S". Berlusconi, infatti, insieme allo stato maggiore del suo partito intendeva tirare dritto su Romani. La scelta della Bernini (avvenuta a insaputa della senatrice) incontrò il plauso del capo politico dei pentastellati, Luigi Di Maio, ma in serata, dopo un vertice a Palazzo Grazioli, Anna Maria Bernini dichiarò di non essere disponibile a ricoprire la presidenza del Senato "senza il sostegno del presidente Berlusconi" e del suo partito.
Intanto, in vista dell'indomani (24 marzo), in cui avrebbero avuto luogo il III scrutinio per il Senato e il IV scrutinio per la Camera, il Movimento 5 Stelle ufficializzò la candidatura di Riccardo Fraccaro per la presidenza della Camera. Poche ore prima della votazione, inoltre, il centro-destra provò a ritrovare l'unità con un summit nella residenza romana di Berlusconi, dove, su pressione di Salvini, il centro-destra abbandonò la candidatura di Romani in favore della senatrice Maria Elisabetta Alberti Casellati, sempre in quota Forza Italia. Tale nome incontrò il plauso del M5S, che però dovette fare i conti con un veto, da parte del centro-destra, sul candidato alla Camera Fraccaro. Pochi minuti prima della votazione, allora, Fraccaro accettò di ritirarsi dalla corsa della Camera (e contestualmente Romani da quella per il Senato), e Di Maio indicò ai pentastellati di votare Roberto Fico (esponente sempre del M5S) per Montecitorio e la senatrice forzista Alberti Casellati per Palazzo Madama. Il centro-destra, allora, visto il sostegno pentastellato ad Alberti Casellati, accettò di convergere su Fico per la Camera.
Nel frattempo il Partito Democratico annunciò, sempre nella mattinata di sabato 24, che non avrebbe più votato scheda bianca, ma, essendo rimasti fuori dall'accordo tra centrodestra e M5S, avrebbe votato per due "candidati di bandiera": Roberto Giachetti alla Camera e Valeria Fedeli al Senato, entrambi vicepresidenti delle rispettive assemblee nella precedente legislatura.

## Dettaglio dell'elezione

### Preferenze per Maria Elisabetta Alberti Casellati
| Scrutinio | Voti | Percentuale |
| --------- | ---- | ----------- |
| I         | 0    | 0%          |
| II        | 0    | 0%          |
| III       | 240  | 75,2%       |

## 23 marzo 2018

### I scrutinio
Per la nomina è richiesta la maggioranza assoluta dei componenti.
| Dati votazione | Dati votazione |  | Nome               | Nome | Voti |
| -------------- | -------------- |  | ------------------ | ---- | ---- |
| Presenti       | 317            |  | Emma Bonino        | 1    |      |
| Votanti        | 317            |  | Roberto Calderoli  | 1    |      |
| Maggioranza    | 161            |  | Fabio Di Micco     | 1    |      |
|                |                |  | Giorgio Napolitano | 1    |      |
|                |                |  | Paolo Romani       | 1    |      |
|                |                |  | Schede bianche     | 312  |      |
|                |                |  | Schede nulle       | 0    |      |

Poiché nessun candidato raggiunge il quorum richiesto, si procede, nella stessa giornata, al II scrutinio.

### II scrutinio
Per la nomina è richiesta la maggioranza assoluta dei componenti.
| Dati votazione | Dati votazione |  | Nome               | Nome | Voti |
| -------------- | -------------- |  | ------------------ | ---- | ---- |
| Presenti       | 319            |  | Anna Maria Bernini | 57   |      |
| Votanti        | 319            |  | Emma Bonino        | 2    |      |
| Astenuti       | 0              |  | Roberto Calderoli  | 1    |      |
| Maggioranza    | 161            |  | Giorgio Napolitano | 1    |      |
|                |                |  | Schede bianche     | 255  |      |
|                |                |  | Schede nulle       | 3    |      |

Poiché nessun candidato raggiunge il quorum richiesto, si procede, nella giornata successiva, al III scrutinio.

## 24 marzo 2018

### III scrutinio
Per la nomina è richiesta la maggioranza assoluta dei presenti.
| Dati votazione | Dati votazione |  | Nome                               | Nome           | Voti |
| -------------- | -------------- |  | ---------------------------------- | -------------- | ---- |
| Presenti       | 319            |  | Maria Elisabetta Alberti Casellati | 240            |      |
| Votanti        | 319            |  | Valeria Fedeli                     | 54             |      |
| Astenuti       | 0              |  | Roberto Calderoli                  | 3              |      |
| Maggioranza    | 160            |  | Roberta Pinotti                    | 2              |      |
|                |                |  | Liliana Segre                      | 2              |      |
|                |                |  | Maurizio Gasparri                  | 1              |      |
|                |                |  | Paolo Romani                       | 1              |      |
|                |                |  | Luigi Zanda                        | 1              |      |
|                |                |  |                                    | Schede bianche | 14   |
|                |                |  |                                    | Schede nulle   | 1    |

Risulta eletta: Maria Elisabetta Alberti Casellati (FI)